# Små grodorna, Liseberg
Små grodorna var en åkattraktion på nöjesparken Liseberg i Göteborg. Den tillverkades år 2000 och var placerad på Lisebergs barnområde. Inför säsongen 2013 togs attraktionen bort från Liseberg. Attraktionen bestod av två sju meter höga torn. På varje torn satt en gondol med sju sittplatser. Gondolen hissades upp ca 5,5 meter och "hoppade" sedan nedåt. Attraktionens namn syftar på attraktionens hoppande rörelser, och den svenska visan Små grodorna som traditionellt brukar sjungas kring midsommarstången i Sverige. Attraktionen tillverkades av S & S Sports Power Inc. i USA, som även tillverkat Höjdskräcken och Uppskjutet på Liseberg.
På kvällen den 19 juli 2002 skadades sex barn lindrigt när attraktionen havererade, vilket först troddes bero på en brusten slang men som senare visade sig vara på grund av att en säkerhetsspärr lossnade.